# Mejor Sexto Hombre del Año de la VTB United League

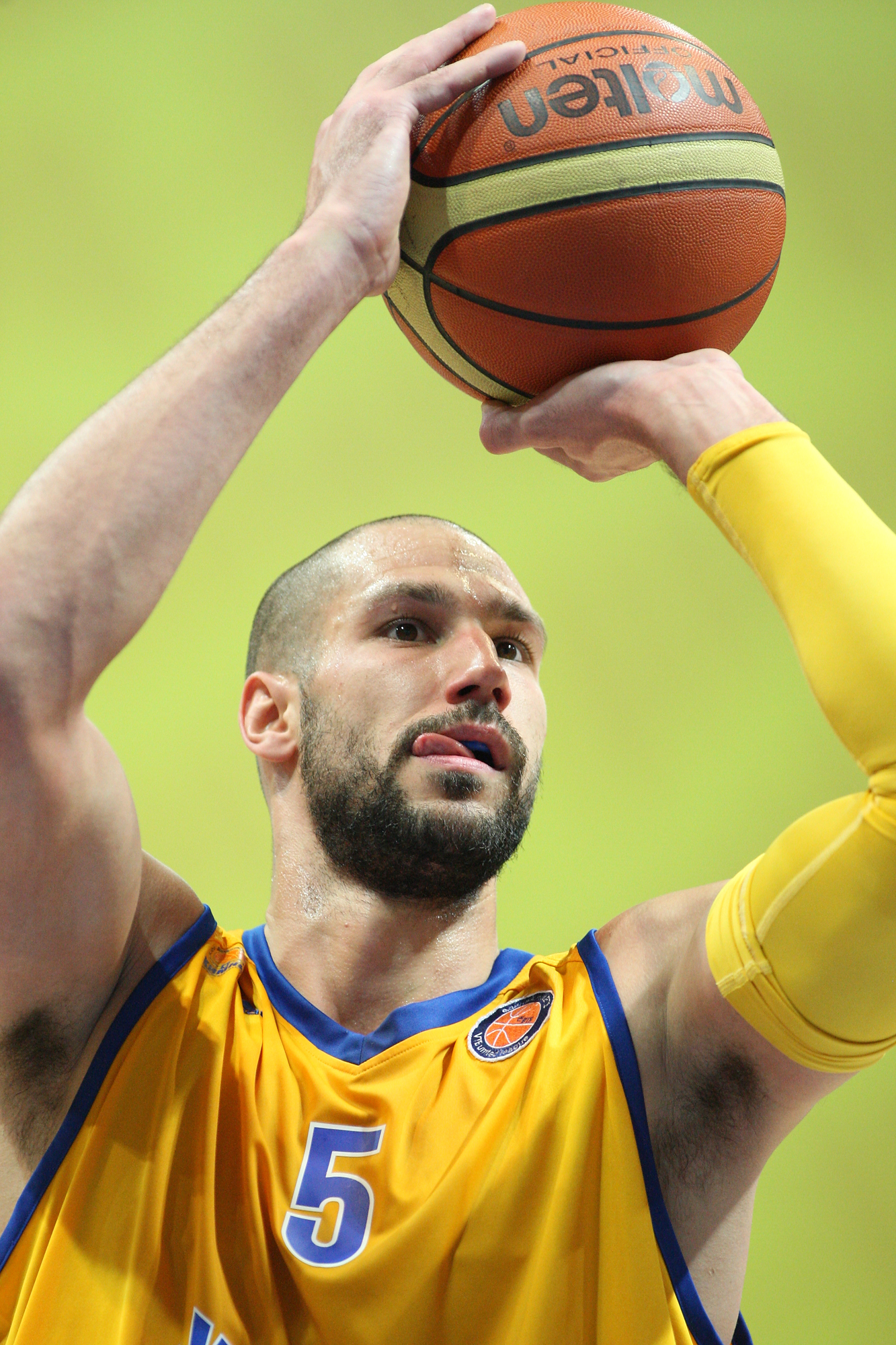
James Augustine fue el primer ganador.

El premio al Mejor Sexto Hombre del Año de la VTB United League  (en inglés, VTB United League Sixth Man of the Year) es un galardón que otorga la VTB United League desde el año 2014 al mejor sexto hombre de la competición.

## Palmarés
| Jugador (X) | Número de veces que el jugador ha ganado el premio en ese punto (si son más de una) |
| †           | Indica múltiples ganadores el mismo año                                             |
| §           | Denota que el club ganó la competición ese mismo año                                |

| Temporada | Jugador                                      | Pos.                                         | Nacionalidad                                 | Equipo                                       | Ref(s)                                       |
| --------- | -------------------------------------------- | -------------------------------------------- | -------------------------------------------- | -------------------------------------------- | -------------------------------------------- |
| 2013–14   | James Augustine                              | Pívot                                        | Estados Unidos                               | Khimki (Rusia)                               | [ 1 ]                                        |
| 2014–15   | Petteri Koponen                              | Escolta                                      | Finlandia                                    | Khimki (Rusia)                               | [ 2 ]                                        |
| 2015–16   | Quino Colom                                  | Base                                         | España                                       | UNICS (Rusia)                                | [ 3 ]                                        |
| 2016–17   | Suleiman Braimoh                             | Ala-Pívot                                    | Nigeria                                      | Enisey (Rusia)                               | [ 4 ]                                        |
| 2017–18   | Jamar Smith                                  | Base                                         | Estados Unidos                               | UNICS (Rusia)                                | [ 5 ]                                        |
| 2018–19   | Dorell Wright                                | Alero                                        | Estados Unidos                               | Lokomotiv Kuban (Rusia)                      | [ 6 ]                                        |
| 2019–20   | No se concedió debido a la pandemia COVID-19 | No se concedió debido a la pandemia COVID-19 | No se concedió debido a la pandemia COVID-19 | No se concedió debido a la pandemia COVID-19 | No se concedió debido a la pandemia COVID-19 |
| 2020–21   | Rolands Freimanis                            | Ala-Pívot                                    | Letonia                                      | Zastal Zielona Góra (Polonia)                | [ 7 ]                                        |
| 2021–22   | Billy Baron                                  | Base                                         | Estados Unidos                               | Zenit Saint Petersburg (Russia)              | [ 8 ]                                        |
| 2022–23   | Jalen Reynolds                               | Pívot                                        | Estados Unidos                               | UNICS Kazán (Rusia)                          |                                              |
| 2023–24   | Melo Trimble                                 | Base                                         | Estados Unidos                               | PBC CSKA Moscú (Rusia)                       | [ 9 ]                                        |
| 2024–25   | Marcos Knight                                | Escolta                                      | Estados Unidos                               | BC UNICS (Rusia)                             | [ 10 ]                                       |